# VakıfBank Spor Kulübü 2013-2014
Questa voce raccoglie le informazioni riguardanti la VakıfBank Spor Kulübü nella stagione 2013-2014.

## Stagione
La stagione 2013-2014 vede il tecnico italiano Giovanni Guidetti alla guida del club per la sesta stagione consecutiva. La rosa della squadra, imbattuta e vincitrice di tutte le competizioni disputate nella stagione precedente, nel segno della continuità vede la propria ossatura confermata in blocco. Si segnalano gli acquisti delle giovani Gizem Örge e Kübra Akman dal Nilüfer, il ritorno dalla maternità della serba Jelena Nikolić e l'ingaggio dell'italo-argentina Carolina Costagrande, proveniente dal Guangdong Hengda. In uscita spicca il nome di Małgorzata Glinka, ritornata in Polonia; si accasano al Galatasaray Ergül Avcı e Saori Kimura, mentre le altre cessioni riguardano la giovane Dilek Kınık e Tuğçe Hocaoğlu.
La prima gara stagionale si gioca il 2 ottobre 2013 con la finale di Supercoppa turca: le giallo-nere superano dopo una lotta durata cinque set le rivali storiche dell'Eczacıbaşı, ottenendo così il primo trofeo stagionale.
Dopo la Supercoppa turca, la squadra vola a Zurigo per la Coppa del Mondo per club: inserito nel Girone B con lo Iowa Ice ed il Rio de Janeiro, il VakıfBank supera il girone da prima classificata, lasciando un solo set per strada; in semifinale invece elimina con un secco 3-0 il Guangdong Hengda, prima di incontrare nuovamente in finale il Rio de Janeiro, vincendo anche questo incontro in tre parziali e scrivendo così per la prima volta il proprio nome nell'albo d'oro della competizione. Jovana Brakočević viene premiata come MVP del torneo, mentre Gözde Kırdar e Christiane Fürst ricevono rispettivamente i premi di miglior schiacciatrice e miglior centrale.
Il 20 ottobre la squadra fa il suo esordio in campionato, vincendo 3-1 contro il Çanakkale. Per tutto il girone d'andata la squadra domina ogni avversaria, lasciando per strada due soli set. Nel girone di ritorno l'imbattibilità si interrompe alla 14ª giornata nello scontro diretto contro il Fenerbahçe, dove le giallo-nere rimediano un secco 3-0. Dopo questa battuta d'arresto, però, il VakıfBank torna immediatamente a collezionare vittorie, vincendo le restanti otto gare del girone di ritorno. Con 61 punti e 21 vittorie in 22 partite, la squadra si qualifica da prima in classifica ai play-off. Nei quarti di finali le giallo-nere hanno vita facile contro lo Yeşilyurt, eliminato con un doppio 3-0; nella serie semifinale contro il Galatasaray, dopo la secca vittoria esterna in gara 1, il VakıfBank incappa in una altrettanto netta sconfitta casalinga, la seconda in campionato, per poi centrare la finale dopo una tiratissima vittoria per 3-2 in gara 3. In finale c'è il Fenerbahçe, unica squadra capace di battere le giallo-nere nella stagione regolare: in gara 1 il VakıfBank ha la meglio per 3-0, per poi andare ad ipotecare lo scudetto in casa delle rivali, vincendo per 3-2 in gara 2; in gara 3 il Fenerbahçe allunga la serie, vincendo in quattro set, ma la vittoria dello scudetto è rimandata solo di un incontro ed in gara 4, grazie ad una vittoria per 3-1, VakıfBank si laurea campione di Turchia per l'ottava volta nella sua storia. Il capitano Gözde Kırdar viene insignita dei premi di MVP e miglior ricevitrice, mentre Bahar Toksoy riceve quello di miglior servizio e Naz Aydemir quello di miglior palleggiatrice.
Il VakıfBank accede alla Coppa di Turchia piazzandosi tra le prime 8 classificate al termine del girone di andata di campionato. Il 29 gennaio affronta i quarti di finale di andati, vincendo per 3-0 in casa del Beşiktaş, eliminato poi al termine dell'incontro di ritorno del 23 marzo, con un nuovo successo in tre set. Nella final-four di Smirne le giallo-nere si trovano di fronte le solite rivali: Eczacıbaşı, Fenerbahçe e Galatasaray. Nelle prime due gare del round-robin arrivano due nette vittorie su Galatasaray ed Eczacıbaşı, prima dell'ultima e decisiva gara col Fenerbahçe, che vede trionfare giallo-nere per 3-2 e vincere la quinta coppa nazionale della propria storia. Gözde Kırdar viene premiata come MVP anche in questa competizione.
In ambito europeo il VakıfBank prende parte alla Champions League, dove difende il titolo vinto nella stagione precedente. Inserito nel Girone C con Dinamo Bucarest, VDK Gent ed Atom Trefl Sopot, supera il girone da prima della classe, cedendo un solo set nel corso delle sei gare disputate. Ai play-off a 12 la squadra ha vita facile nel superare le azere dell'İqtisadçı, qualificandosi per il play-off a 6, dove incontra le francesi del RC Cannes: vinta la gara d'andata in casa per 3-1, in Francia le giallo-nere incappano nella prima sconfitta nel torneo col medesimo risultato, che allunga la sfida al golden set, dove però sono le turche a vincere per 12-15, raggiungendo la final-four di Baku. Il 15 marzo, in semifinale, va in scena il derby con l'Eczacıbaşı, che vede ancora una volta il VakıfBank vincere per 3-1; il giorno dopo, però, in finale la Dinamo-Kazan domina l'incontro, vincendo per 3-0. Carolina Costagrande, premiata come miglior ricevitrice del torneo, è l'unica giallo-nera che raccoglie un riconoscimento individuale.

## Organigramma societario
Area direttiva
- Presidente: Osman Demren

Area tecnica
- Allenatore: Giovanni Guidetti
- Assistente allenatore: Ferhat Akbaş, Gen Kawakita
- Preparatore atletico: Alessandro Bracceschi
- Statistico: Fatih Yağcı, Dehri Can Dehrioğlu
- Fisioterapista: Sabri Erdoğan

## Rosa
| N° | Nome                 | Ruolo | Data di nascita  | Nazionalità sportiva |
| -- | -------------------- | ----- | ---------------- | -------------------- |
| 1  | Gizem Örge           | L     | 26 aprile 1993   | Turchia              |
| 2  | Gözde Kırdar         | S     | 26 giugno 1985   | Turchia              |
| 3  | Gizem Güreşen        | L     | 14 gennaio 1987  | Turchia              |
| 4  | Sıla Çalışkan        | P     | 16 dicembre 1996 | Turchia              |
| 5  | Kübra Akman          | C     | 13 ottobre 1994  | Turchia              |
| 6  | Jovana Brakočević    | O     | 5 marzo 1988     | Serbia               |
| 8  | Melis Gürkaynak      | C     | 20 aprile 1990   | Turchia              |
| 10 | Güldeniz Önal        | S     | 25 marzo 1986    | Turchia              |
| 11 | Bahar Toksoy         | C     | 6 febbraio 1988  | Turchia              |
| 12 | Jelena Nikolić       | S     | 13 aprile 1982   | Serbia               |
| 13 | Christiane Fürst     | C     | 29 marzo 1985    | Germania             |
| 14 | Çağla Akın           | P     | 19 gennaio 1995  | Turchia              |
| 16 | Polen Uslupehlivan   | O     | 19 luglio 1993   | Turchia              |
| 17 | Naz Aydemir          | P     | 14 agosto 1990   | Turchia              |
| 18 | Carolina Costagrande | S     | 15 ottobre 1980  | Italia               |

## Mercato
| Acquisti | Acquisti             | Acquisti         | Acquisti   |
| R.       | Nome                 | da               | Modalità   |
| -------- | -------------------- | ---------------- | ---------- |
| L        | Gizem Örge           | Nilüfer          | definitivo |
| C        | Kübra Akman          | Nilüfer          | definitivo |
| S        | Jelena Nikolić       | -                | inattiva   |
| S        | Carolina Costagrande | Guangdong Hengda | definitivo |

| Cessioni | Cessioni          | Cessioni      | Cessioni   |
| R.       | Nome              | a             | Modalità   |
| -------- | ----------------- | ------------- | ---------- |
| L        | Dilek Kınık       | Beşiktaş      | definitivo |
| C        | Ergül Avcı        | Galatasaray   | definitivo |
| S        | Małgorzata Glinka | Chemik Police | definitivo |
| P        | Tuğçe Hocaoğlu    | Yeşilyurt     | definitivo |
| S        | Saori Kimura      | Galatasaray   | definitivo |

## Risultati

### Voleybol 1. Ligi

#### Regular season

##### Andata
| 1ª giornata - 20 ottobre 2013 Burhan Felek Spor Salonu, Istanbul  | VakıfBank   | 3 - 1 | Çanakkale  | 25-17, 25-12, 18-25, 25-13 |
| 2ª giornata - 27 ottobre 2013 Burhan Felek Spor Salonu, Istanbul  | Galatasaray | 0 - 3 | VakıfBank  | 17-25, 25-27, 22-25        |
| 3ª giornata - 3 novembre 2013 Burhan Felek Spor Salonu, Istanbul  | VakıfBank   | 3 - 0 | Fenerbahçe | 25-10, 25-19, 25-21        |
| 4ª giornata - 7 novembre 2013 Eczacıbaşı Spor Salonu, Istanbul    | Eczacıbaşı  | 0 - 3 | VakıfBank  | 22-25, 17-25, 20-25        |
| 5ª giornata - 10 novembre 2013 Burhan Felek Spor Salonu, Istanbul | VakıfBank   | 3 - 0 | Ereğli     | 25-12, 25-12, 25-9         |
| 6ª giornata - 13 novembre 2013 Yeşilyurt Spor Salonu, Istanbul    | Yeşilyurt   | 0 - 3 | VakıfBank  | 12-25, 15-25, 20-25        |
| 7ª giornata - 17 novembre 2013 BJK Akatlar Arena, Istanbul        | Beşiktaş    | 0 - 3 | VakıfBank  | 10-25, 14-25, 20-25        |
| 8ª giornata - 23 novembre 2013 Burhan Felek Spor Salonu, Istanbul | VakıfBank   | 3 - 0 | İlbank     | 25-15, 25-22, 25-16        |
| 9ª giornata - 1 dicembre 2013 İnegöl Kapalı Spor Salonu, İnegöl   | Bursa BB    | 1 - 3 | VakıfBank  | 25-20, 17-25, 17-25, 16-25 |
| 10ª giornata - 8 dicembre 2013 Burhan Felek Spor Salonu, Istanbul | VakıfBank   | 3 - 0 | Sarıyer    | 25-17, 25-13, 25-18        |
| 11ª giornata - 14 dicembre 2013 Başkent Voleybol Salonu, Ankara   | Halkbank    | 0 - 3 | VakıfBank  | 24-26, 14-25, 15-25        |

##### Ritorno
| 12ª giornata - 11 gennaio 2014 Anafartalar Spor Salonu, Çanakkale              | Çanakkale  | 0 - 3 | VakıfBank   | 20-25, 14-25, 13-25               |
| 13ª giornata - 18 gennaio 2014 Burhan Felek Spor Salonu, Istanbul              | VakıfBank  | 3 - 2 | Galatasaray | 21-25, 25-23, 22-25, 25-14, 15-11 |
| 14ª giornata - 25 gennaio 2014 Burhan Felek Spor Salonu, Istanbul              | Fenerbahçe | 3 - 0 | VakıfBank   | 25-22, 25-22, 25-19               |
| 15ª giornata - 1 febbraio 2014 Burhan Felek Spor Salonu, Istanbul              | VakıfBank  | 3 - 2 | Eczacıbaşı  | 25-20, 25-18, 22-25, 22-25, 15-11 |
| 16ª giornata - 19 febbraio 2014 Ereğli Atatürk Spor Salonu, Konya              | Ereğli     | 0 - 3 | VakıfBank   | 11-25, 19-25, 19-25               |
| 17ª giornata - 15 febbraio 2014 Burhan Felek Spor Salonu, Istanbul             | VakıfBank  | 3 - 0 | Yeşilyurt   | 25-23, 25-9, 25-20                |
| 18ª giornata - 22 febbraio 2014 Burhan Felek Spor Salonu, Istanbul             | VakıfBank  | 3 - 1 | Beşiktaş    | 18-25, 25-19, 27-25, 25-16        |
| 19ª giornata - 1 marzo 2014 Başkent Voleybol Salonu, Ankara                    | İlbank     | 0 - 3 | VakıfBank   | 26-28, 17-25, 18-25               |
| 20ª giornata - 8 marzo 2014 Burhan Felek Spor Salonu, Istanbul                 | VakıfBank  | 3 - 0 | Bursa BB    | 25-23, 25-12, 25-13               |
| 21ª giornata - 26 febbraio 2014 Bahçeköy Orman Fakültesi Spor Salonu, Istanbul | Sarıyer    | 0 - 3 | VakıfBank   | 14-25, 19-25, 23-25               |
| 22ª giornata - 20 marzo 2014 Burhan Felek Spor Salonu, Istanbul                | VakıfBank  | 3 - 1 | Halkbank    | 25-27, 25-13, 25-17, 25-20        |

#### Play-off scudetto
| Quarti di finale (gara 1) - 3 aprile 2014 Burhan Felek Spor Salonu, Istanbul | Yeşilyurt   | 0 - 3 | VakıfBank   | 12-25, 14-25, 12-25               |
| Quarti di finale (gara 2) - 6 aprile 2014 Burhan Felek Spor Salonu, Istanbul | VakıfBank   | 3 - 0 | Yeşilyurt   | 25-21, 25-14, 25-21               |
| Semifinali (gara 1) - 17 aprile 2014 Burhan Felek Spor Salonu, Istanbul      | Galatasaray | 0 - 3 | VakıfBank   | 18-25, 19-25, 23-25               |
| Semifinali (gara 2) - 20 aprile 2014 Burhan Felek Spor Salonu, Istanbul      | VakıfBank   | 0 - 3 | Galatasaray | 15-25, 14-25, 23-25               |
| Semifinali (gara 3) - 22 aprile 2014 Burhan Felek Spor Salonu, Istanbul      | VakıfBank   | 3 - 2 | Galatasaray | 23-25, 25-21, 20-25, 25-15, 15-12 |
| Finale (gara 1) - 25 aprile 2014 Burhan Felek Spor Salonu, Istanbul          | VakıfBank   | 3 - 0 | Fenerbahçe  | 25-13, 27-25, 25-16               |
| Finale (gara 2) - 28 aprile 2014 Burhan Felek Spor Salonu, Istanbul          | Fenerbahçe  | 2 - 3 | VakıfBank   | 29-31, 25-22, 25-17, 22-25, 13-15 |
| Finale (gara 3) - 30 aprile 2014 Burhan Felek Spor Salonu, Istanbul          | Fenerbahçe  | 3 - 1 | VakıfBank   | 25-22, 17-25, 25-19, 25-21        |
| Finale (gara 4) - 3 maggio 2014 Burhan Felek Spor Salonu, Istanbul           | VakıfBank   | 3 - 1 | Fenerbahçe  | 25-23, 25-22, 24-26, 25-20        |

### Coppa di Turchia

#### Fase a eliminazione diretta
| Quarti di finale (andata) - 29 gennaio 2014 BJK Akatlar Arena, Istanbul       | Beşiktaş   | 0 - 3 | VakıfBank   | 16-25, 18-25, 14-25               |
| Quarti di finale (ritorno) - 23 marzo 2014 Burhan Felek Spor Salonu, Istanbul | VakıfBank  | 3 - 0 | Beşiktaş    | 25-18, 25-9, 25-16                |
| Final-4 (gara 1) - 11 aprile 2014 İzmir Atatürk Spor Salonu, Smirne           | VakıfBank  | 3 - 0 | Galatasaray | 25-19, 25-14, 25-19               |
| Final-4 (gara 2) - 12 aprile 2014 İzmir Atatürk Spor Salonu, Smirne           | Eczacıbaşı | 0 - 3 | VakıfBank   | 19-25, 22-25, 25-27               |
| Final-4 (gara 3) - 13 aprile 2014 İzmir Atatürk Spor Salonu, Smirne           | VakıfBank  | 3 - 2 | Fenerbahçe  | 20-25, 23-25, 25-23, 25-18, 15-12 |

### Supercoppa turca

#### Fase a eliminazione diretta
| Finale - 2 ottobre 2013 Başkent Voleybol Salonu, Ankara | VakıfBank | 3 - 2 | Eczacıbaşı | 22-25, 25-21, 25-14, 21-25, 15-5 |

### Coppa del Mondo

#### Fase a gironi
| 1ª giornata - 10 ottobre 2013 Saalsporthalle, Zurigo | VakıfBank      | 3 - 0 | Iowa Ice  | 25-16, 25-12, 25-17        |
| 2ª giornata - 11 ottobre 2013 Saalsporthalle, Zurigo | Rio de Janeiro | 1 - 3 | VakıfBank | 20-25, 18-25, 25-21, 18-25 |

#### Fase ad eliminazione diretta
| Semifinali - 12 ottobre 2013 Saalsporthalle, Zurigo | VakıfBank | 3 - 0 | Guangdong Hengda | 28-26, 25-15, 25-20 |
| Finale - 13 ottobre 2013 Saalsporthalle, Zurigo     | VakıfBank | 3 - 0 | Rio de Janeiro   | 25-23, 27-25, 25-16 |

### Champions League

#### Fase a gironi
| 1ª giornata - 23 ottobre 2013 Sportarena Tolhuis, Gent            | VDK Gent         | 0 - 3 | VakıfBank        | 15-25, 22-25, 21-25        |
| 2ª giornata - 31 ottobre 2013 Burhan Felek Spor Salonu, Istanbul  | VakıfBank        | 3 - 0 | Dinamo Bucarest  | 25-20, 25-7, 25-11         |
| 3ª giornata - 26 novembre 2013 Ergo Arena, Danzica/Sopot          | Atom Trefl Sopot | 1 - 3 | VakıfBank        | 25-19, 14-25, 19-25, 18-25 |
| 4ª giornata - 4 dicembre 2013 Burhan Felek Spor Salonu, Istanbul  | VakıfBank        | 3 - 0 | Atom Trefl Sopot | 25-22, 25-20, 25-12        |
| 5ª giornata - 11 dicembre 2013 Sala Polivalentă Dinamo, Bucarest  | Dinamo Bucarest  | 0 - 3 | VakıfBank        | 23-25, 21-25, 17-25        |
| 6ª giornata - 17 dicembre 2013 Burhan Felek Spor Salonu, Istanbul | VakıfBank        | 3 - 0 | VDK Gent         | 25-13, 25-20, 25-19        |

#### Fase ad eliminazione diretta
| Play-off a 12 (andata) - 16 gennaio 2014 A.Y.S. Sport Hall, Baku             | İqtisadçı    | 0 - 3 | VakıfBank  | 22-25, 20-25, 20-25                          |
| Play-off a 12 (ritorno) - 22 gennaio 2014 Burhan Felek Spor Salonu, Istanbul | VakıfBank    | 3 - 0 | İqtisadçı  | 25-13, 25-12, 25-20                          |
| Play-off a 6 (andata) - 6 febbraio 2014 Burhan Felek Spor Salonu, Istanbul   | VakıfBank    | 3 - 1 | RC Cannes  | 21-25, 25-7, 25-18, 25-9                     |
| Play-off a 6 (andata) - 12 febbraio 2014 Palais des Victoires, Cannes        | RC Cannes    | 3 - 1 | VakıfBank  | 19-25, 25-17, 25-22, 25-22 Golden set: 12-15 |
| Semifinali - 15 marzo 2014 Crystal Hall, Baku                                | VakıfBank    | 3 - 1 | Eczacıbaşı | 25-19, 19-25, 25-22, 25-17                   |
| Finale - 16 marzo 2014 Crystal Hall, Baku                                    | Dinamo-Kazan | 3 - 0 | VakıfBank  | 25-23, 25-11, 25-23                          |

## Statistiche

### Statistiche di squadra
| Competizione     | Punti | In casa | In casa | In casa | In trasferta | In trasferta | In trasferta | Totale | Totale | Totale |
| Competizione     | Punti | G       | V       | P       | G            | V            | P            | G      | V      | P      |
| ---------------- | ----- | ------- | ------- | ------- | ------------ | ------------ | ------------ | ------ | ------ | ------ |
| Voleybol 1. Ligi | 64    | 17      | 16      | 1       | 16           | 14           | 2            | 33     | 30     | 3      |
| Coppa di Turchia | 8     | 1       | 1       | 0       | 1            | 1            | 0            | 5      | 5      | 0      |
| Supercoppa turca | -     | -       | -       | -       | -            | -            | -            | 1      | 1      | 0      |
| Coppa del Mondo  | 6     | -       | -       | -       | -            | -            | -            | 4      | 4      | 0      |
| Champions League | 18    | 5       | 5       | 0       | 5            | 4            | 1            | 12     | 10     | 2      |
| Totale           | -     | 23      | 22      | 1       | 22           | 19           | 3            | 55     | 50     | 5      |

G = partite giocate; V = partite vinte; P = partite perse

### Statistiche dei giocatori
| Giocatore       | Campionato | Campionato | Campionato | Campionato | Campionato | Coppa di Turchia | Coppa di Turchia | Coppa di Turchia | Coppa di Turchia | Coppa di Turchia | Champions League | Champions League | Champions League | Champions League | Champions League | Coppa del Mondo | Coppa del Mondo | Coppa del Mondo | Coppa del Mondo | Coppa del Mondo |
| Giocatore       | P          | PT         | AV         | MV         | BV         | P                | PT               | AV               | MV               | BV               | P                | PT               | AV               | MV               | BV               | P               | PT              | AV              | MV              | BV              |
| --------------- | ---------- | ---------- | ---------- | ---------- | ---------- | ---------------- | ---------------- | ---------------- | ---------------- | ---------------- | ---------------- | ---------------- | ---------------- | ---------------- | ---------------- | --------------- | --------------- | --------------- | --------------- | --------------- |
| Ç. Akın         | 21         | 22         | 4          | 14         | 4          | 5                | 3                | 1                | 0                | 1                | 8                | 2                | 0                | 1                | 1                | 4               | 0               | 0               | 0               | 0               |
| K. Akman        | 17         | 86         | 51         | 26         | 9          | 4                | 14               | 6                | 4                | 4                | 7                | 8                | 6                | 1                | 1                | 4               | 6               | 1               | 5               | 0               |
| N. Aydemir      | 28         | 68         | 19         | 29         | 20         | 5                | 16               | 5                | 5                | 6                | 12               | 28               | 6                | 12               | 10               | 4               | 16              | 6               | 5               | 5               |
| J. Brakočević   | 23         | 317        | 269        | 36         | 12         | 5                | 62               | 53               | 7                | 2                | 10               | 106              | 81               | 14               | 11               | 4               | 64              | 51              | 10              | 3               |
| S. Çalışkan     | -          | -          | -          | -          | -          | 1                | 0                | 0                | 0                | 0                | -                | -                | -                | -                | -                | -               | -               | -               | -               | -               |
| C. Costagrande  | 20         | 223        | 173        | 37         | 13         | 3                | 45               | 37               | 3                | 5                | 12               | 152              | 109              | 31               | 12               | 4               | 31              | 25              | 4               | 2               |
| C. Fürst        | 24         | 197        | 127        | 56         | 14         | 4                | 39               | 23               | 15               | 1                | 12               | 126              | 88               | 33               | 5                | 4               | 44              | 33              | 11              | 0               |
| G. Güreşen      | 19         | 0          | 0          | 0          | 0          | 1                | 0                | 0                | 0                | 0                | 11               | 1                | 1                | 0                | 0                | 4               | 0               | 0               | 0               | 0               |
| M. Gürkaynak    | 16         | 28         | 15         | 10         | 3          | 2                | 7                | 6                | 0                | 1                | 4                | 2                | 1                | 0                | 1                | -               | -               | -               | -               | -               |
| G. Kırdar       | 22         | 290        | 233        | 48         | 9          | 5                | 72               | 62               | 9                | 1                | 11               | 122              | 96               | 23               | 3                | 4               | 56              | 46              | 6               | 4               |
| J. Nikolić      | 13         | 122        | 102        | 9          | 11         | 2                | 21               | 17               | 0                | 4                | 9                | 28               | 20               | 4                | 4                | 4               | 5               | 5               | 0               | 0               |
| G. Önal         | 25         | 132        | 111        | 15         | 6          | 4                | 5                | 3                | 2                | 0                | 9                | 8                | 5                | 2                | 1                | 4               | 3               | 1               | 2               | 0               |
| G. Örge         | 25         | 0          | 0          | 0          | 0          | 4                | 0                | 0                | 0                | 0                | 2                | 0                | 0                | 0                | 0                | -               | -               | -               | -               | -               |
| B. Toksoy       | 24         | 220        | 116        | 73         | 31         | 4                | 20               | 10               | 5                | 5                | 11               | 80               | 37               | 30               | 13               | 4               | 17              | 10              | 3               | 4               |
| P. Uslupehlivan | 23         | 205        | 173        | 18         | 14         | 3                | 10               | 7                | 3                | 0                | 11               | 74               | 64               | 7                | 3                | 4               | 4               | 4               | 0               | 0               |

P = presenze; PT = punti totali; AV = attacchi vincenti; MV = muri vincenti; BV = battute vincenti

NB: Non sono disponibili i dati relativi alla Supercoppa turca e, di conseguenza, quelli totali